# Monic Hendrickx

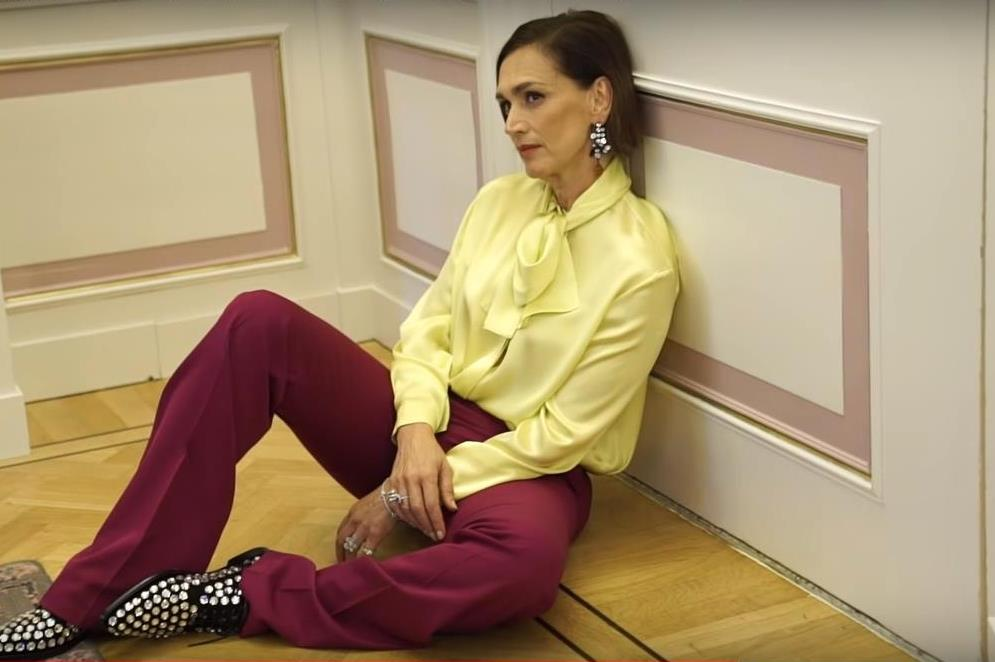
Monic Hendrickx (2019)

Monic Hendrickx (* 13. Dezember 1966 in Stevensbeek, Niederlande) ist eine niederländische Schauspielerin.

## Leben
Sie erlangte ihre große Bekanntheit durch viele Film- und Fernsehrollen in zumeist niederländischen Produktionen. International bekannter wurde sie durch die Hauptrolle in dem preisgekrönten Film Die polnische Braut von 1998, welcher auch wenige Jahre später in Australien – wieder mit ihr in der Hauptrolle – unter dem Titel Unfinished Sky erneut verfilmt wurde. Für ihre gelungene Darstellung der verfolgten ausländischen Prostituierten in beiden Filmen erhielt sie mehrere internationale Preise als beste Schauspielerin. Einen Durchbruch als international tätige Schauspielerin verschaffte ihr dies aber nicht. Jedoch ist sie in den Niederlanden eine beliebte Darstellerin in vielen Filmen und Serien. Hierfür erhielt sie im Laufe ihrer Karriere neben anderen Preisen insgesamt vier Goldene Kälber. In der erfolgreichen niederländischen Krimiserie Penoza, welche vom 12. September 2010 bis 29. Oktober 2017 auf NPO 3 lief, hatte sie die Hauptrolle inne.
2008 war sie Ehrengast des Niederländischen Filmfestivals.
2012 spielte sie im Soloprogramm Oxytocine verschiedene Rollen. Sie wird dabei von zwei Musikern und einer Gesangsstimme begleitet. Das Musiktheaterstück wurde vom Schauspieler und Autor Rogier Schippers geschrieben.
Sie lebt mit ihrem Ehemann Ralph Vermeesch und ihrer 2001 geborenen Tochter Javaj in Zaandam.

## Filmografie (Auswahl)

### Filme
- 1994: De twijfel tussen waarheid en tijd
- 1998: Die polnische Braut (De Poolse Bruid)
- 1998: De Man met de Hond
- 1999: Gute Freunde (Maten)
- 2000: Wahrheit oder Tod (Les diseurs de vérité)
- 2011: Nynke
- 2002: Drei Furien & ein warmer Bruder (Zus & Zo)
- 2004: Het Zuiden
- 2004: Verborgen Gebreken
- 2004: Amazones
- 2005: Im Labyrinth des Lebens (Leef!)
- 2007: Unfinished Sky
- 2008: Der Brief für den König (De Brief voor de Koning)
- 2008: Radeloos
- 2009: De Storm
- 2010: Overmorgen
- 2011: Sonny Boy – Eine Liebe in dunkler Zeit (Sonny Boy)
- 2011: Lotus
- 2012: Der Blitzangriff: Rotterdam 1940 (Het Bombardement)
- 2014: Kenau – 300 gegen die Armee Spaniens (Kenau)
- 2014: Nena – Viel mehr geht nicht (Nena)
- 2015: Café Derby
- 2019: Penoza – Die Rächerin (Penoza: The Final Chapter) (abschließender Spielfilm zur 2017 abgedrehten Fernsehserie)
- 2021: Ferry
- 2022: Hazard – Vollgas (H4z4rd)

### Fernsehserien
- 1994: Kats & Co, Folge „Pas de deux“
- 1995: De Buurtsuper, Folge „Kim“
- 1997: Baantjer, Folge „De Cock en de moord op de barmhartige“
- 2000: De geheime dienst, 5 Folgen
- 2004: Grijpstra & de Gier, Folge „Een klassiek geval“
- 2005: Enneagram, Folge „Dwaalgast“
- 2005: Medea, 6 Folgen
- 2006: Waltz, 2 Folgen
- 2007: Stellenbosch, 7 Folgen
- 2008: Sterke verhalen uit zoutvloed, Folge „De zwetser“
- 2010: Deadline, 12 Folgen
- 2010–2017: Penoza (48 Folgen)
- 2011: Rembrandt en ik, 1 Folge
- 2011: In therapie, 3 Folgen
- 2017: Familie Kruys, 7 Folgen
- 2017: Zimmer 108 (Beau Séjour), 4 Folgen
- 2017, 2018: Kroongetuige, 6 Folgen
- 2018: De TV Kantine, Folge „The Roast op zaterdag“
- 2019: Grenslanders, 8 Folgen
- 2023: Ferry: Die Serie, 4. Folge
- 2023: Arcadia – Du bekommst was du verdienst (Arcadia), 8 Folgen

## Theater
- Muziek Theater voor kinderen, 1993
- We could be Heroes, 1995
- Het huis van Bernarda Alba, 1996
- Othello en El Dorado, 1997
- De Federatie, 1997
- De Hertog & Dienstmeid, 2000
- Oxytocine, 2012
- Homebody, 2014

## Weiteres
- Hendrickx spielte in zwei Musikvideos der Sängerin Anouk mit (Birds und Kill).

## Preise
- Goldenes Kalb ...1998 Beste Schauspielerin, Die polnische Braut
- Prix Europa im Jahr 1998.[2]
- Preis für die beste Schauspielerin beim Buenos Aires International Festival of Independent Cinema, 1999
- Prix d’Europe ...1998, Die polnische Braut
- Best Actress Award ...1998 (Montreal World Film Festival)
- Goldenes Kalb ...2001, Beste Schauspielerin, Nynke
- Goldenes Kalb ...2004, Beste Schauspielerin, Het Zuiden
- Best Actress Award ...2005, Het Zuiden (Nordic Film Festival)
- Best Actress Award ...2005 Het Zuiden (Buenos Aires Independent Film Festival)
- Best Actress Award ...2006 Leef! (Fort Lauderdale International Filmfestival)
- Inside Film Award auf dem Filmfestival in Gold Coast.[3]
- Australian Film Institute Award ...2008 Beste Schauspielerin,  Unfinished Sky
- Beeld en Geluid Award ...2010 Beste Schauspielerin
- Goldenes Kalb ...2013 Beste Schauspielerin, Penoza (Fernsehserie)